# Cantón de Mauron
El cantón de Mauron era una división administrativa francesa, que estaba situada en el departamento de Morbihan y la región de Bretaña.

## Composición
El cantón estaba formado por siete comunas:
- Brignac
- Concoret
- Mauron
- Néant-sur-Yvel
- Saint-Brieuc-de-Mauron
- Saint-Léry
- Tréhorenteuc

## Supresión del cantón de Mauron
En aplicación del Decreto n.º 2014-215 de 21 de febrero de 2014, el cantón de Mauron fue suprimido el 22 de marzo de 2015 y sus 7 comunas pasaron a formar parte del nuevo cantón de Ploërmel.